# 小行星5372
小行星5372（5372 Bikki）是一颗绕太阳运转的小行星，为主小行星带小行星。该小行星于1987年11月29日发现。

## 轨道参数
小行星5372的轨道半长轴为3.0800350 UA，离心率为0.082。